# ميكائيل يوهانسون (لاعب هوكي جليد سويدي)
ميكائيل يوهانسون (بالسويدية: Mikael Johansson)‏ هو لاعب هوكي جليد سويدي، ولد في 12 يونيو 1966 في Huddinge Municipality ‏ في السويد.

## وصلات خارجية
- ميكائيل يوهانسون على موقع دوري الهوكي الوطني (الإنجليزية)
- ميكائيل يوهانسون على موقع EliteProspects.com (الإنجليزية)
- ميكائيل يوهانسون على موقع Eurohockey.com (الإنجليزية)
- ميكائيل يوهانسون على موقع HockeyDB.com (الإنجليزية)
- ميكائيل يوهانسون على موقع أوليمبيديا (الإنجليزية)
- ميكائيل يوهانسون على موقع اللجنة الأولمبية السويدية (السويدية)